# Dreifaltigkeitskirche (Tangermünde)

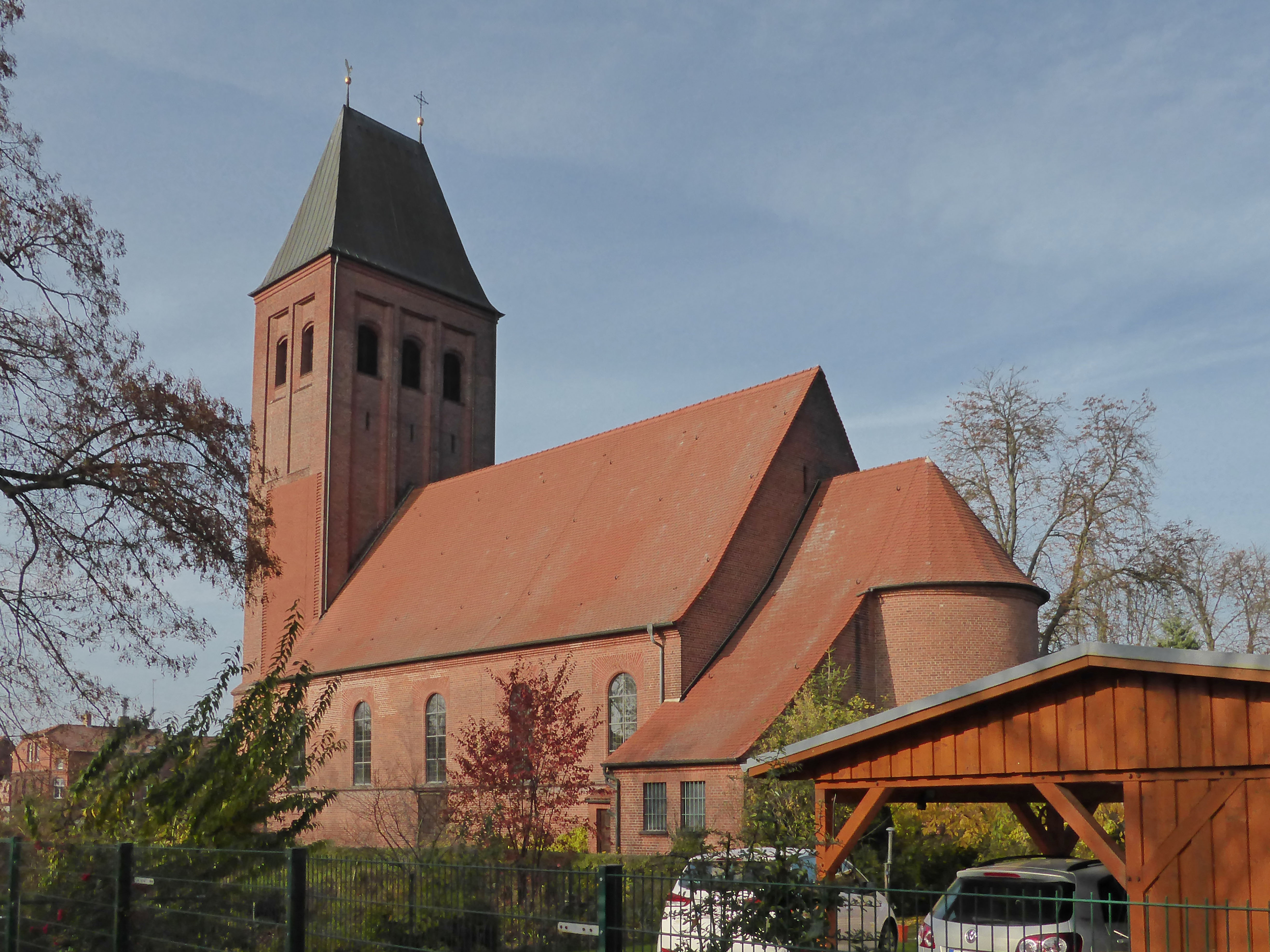
Außenansicht

Die Dreifaltigkeitskirche ist die katholische Kirche in Tangermünde, einer Stadt im Landkreis Stendal im Norden von Sachsen-Anhalt. Die nach der Dreifaltigkeit benannte Kirche gehört zur Pfarrei St. Anna (Stendal) in der Pastoralregion Altmark des Bistums Magdeburg. Sie steht an der Arneburger Straße und wird vom Landesamt für Denkmalpflege und Archäologie Sachsen-Anhalt als Baudenkmal (Erfassungs-Nr. 094 76684) bezeichnet.

## Geschichte
Seit mindestens 1194 war Tangermünde Sitz des Archidiakonats Balsamgau und gehörte zum Bistum Halberstadt.
1538 hielt die Reformation Einzug in Tangermünde, eingeführt durch Kurfürst Joachim II. und den Hof- und Landrichter Hieronymus Staude. Dadurch wurden die St.-Stephans-Kirche evangelisch-lutherisch und das Dominikanerkloster aufgelöst.
Im Zuge der Industrialisierung und den damit geschaffenen neuen Arbeitsplätzen ließen sich im 19. Jahrhundert in Tangermünde wieder Katholiken nieder. Die 1886 eröffnete Bahnstrecke Stendal–Tangermünde und die Fabriken der Lebensmittelindustrie trugen zum wirtschaftlichen Aufschwung Tangermündes bei. Die Katholiken in Tangermünde gehörten zunächst zur Pfarrei St. Anna in Stendal.
Am 15. September 1888 fand seitens der Stendaler Pfarrei erstmals ein Gottesdienst in Tangermünde statt, der von da an bis 1891 einmal im Monat im Saal des Stadttheaters abgehalten wurde.

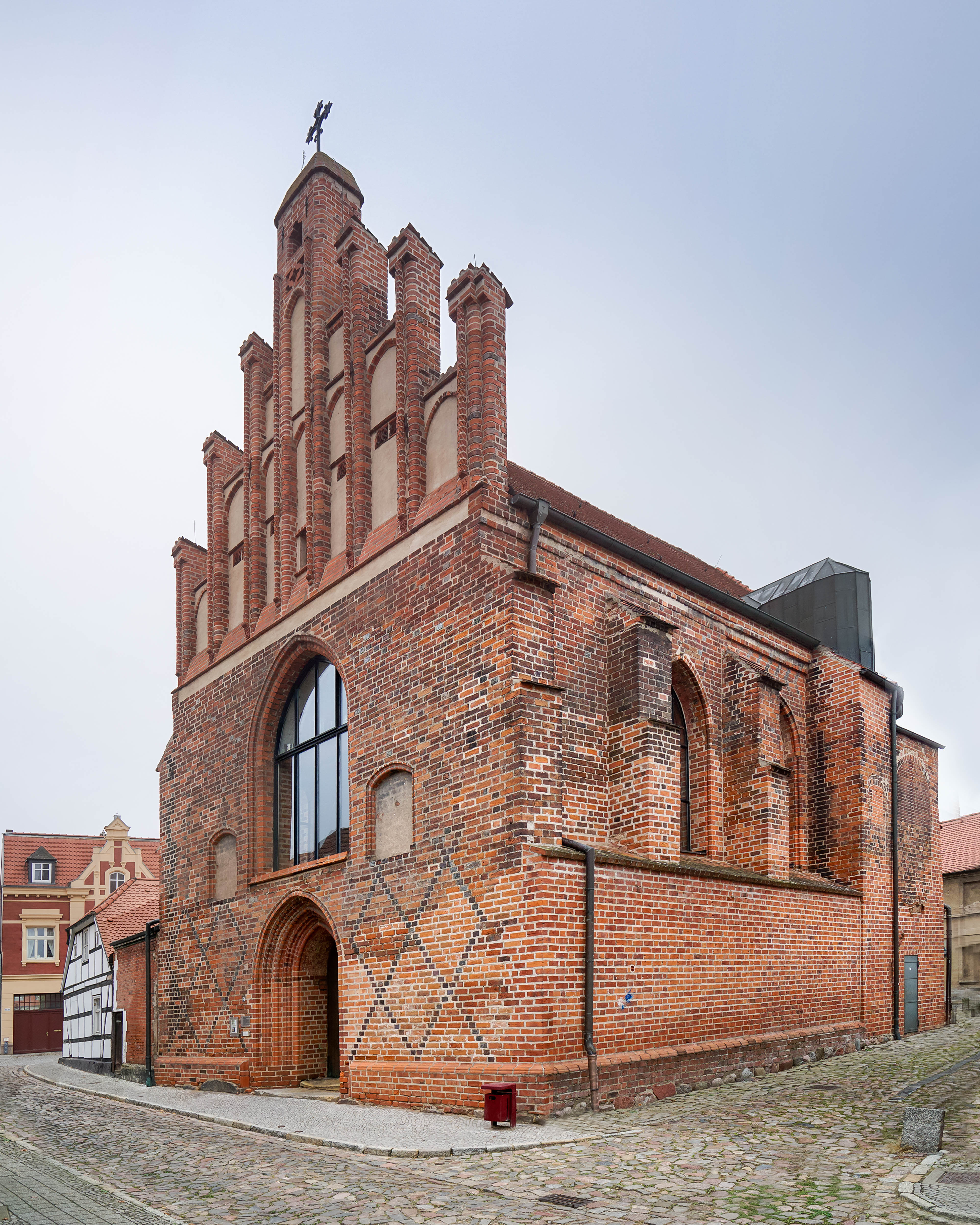
St.-Elisabeth-Kapelle (2016)

1891 verkaufte der Kohlenhändler Kesting aus Stendal, der selbst katholisch war und dessen Sohn Franz 1913 in Paderborn zum Priester geweiht wurde, die von ihm als Lager genutzte St.-Elisabeth-Kapelle am Zollensteig der Pfarrei Stendal. Nach einigen Instandsetzungsarbeiten erfolgte am 25. Oktober 1891 durch Dechant Ludwig Simon aus Stendal die Wiedereinweihung der Kapelle, in der von 1891 bis 1926 die katholischen Gottesdienste in Tangermünde stattfanden.
1893 bat eine Delegation von Katholiken aus Tangermünde Bischof Hubert Theophil Simar, als er anlässlich einer Firmung in Stendal war, um einen eigenen Seelsorger in Tangermünde. Nachdem die Zahl der Katholiken in Tangermünde und den umliegenden Ortschaften auf rund 800 angewachsen war, wurde der Geistliche Aloys Oberthür am 9. April 1897 als Seelsorger nach Tangermünde geschickt und mit ihm die Kirchengemeinde Tangermünde gegründet. Seit 1897 werden in Tangermünde auch katholische Kirchenbücher geführt.
Unter Franz Schmidt, der von 1901 bis 1914 als Vikar in Tangermünde tätig war, wurde an der Ulrichstraße ein Grundstück erworben, auf das eine Kirche und ein Pfarrhaus erbaut werden sollten. Der Magistrat verweigerte jedoch die Baugenehmigung, und die Deutsche Inflation 1914 bis 1923 entwertete später die bereits gesammelten Gelder.
Am 1. Oktober 1906 wurde in Tangermünde eine katholische Schule eröffnet, sie war in einem Seitenflügel der städtischen Knabenvolksschule untergebracht. 1910 wurde in Tangermünde eine Pfarrvikarie eingerichtet, bereits zum 1. Februar 1919 folgte ihre Erhebung zur Pfarrei.

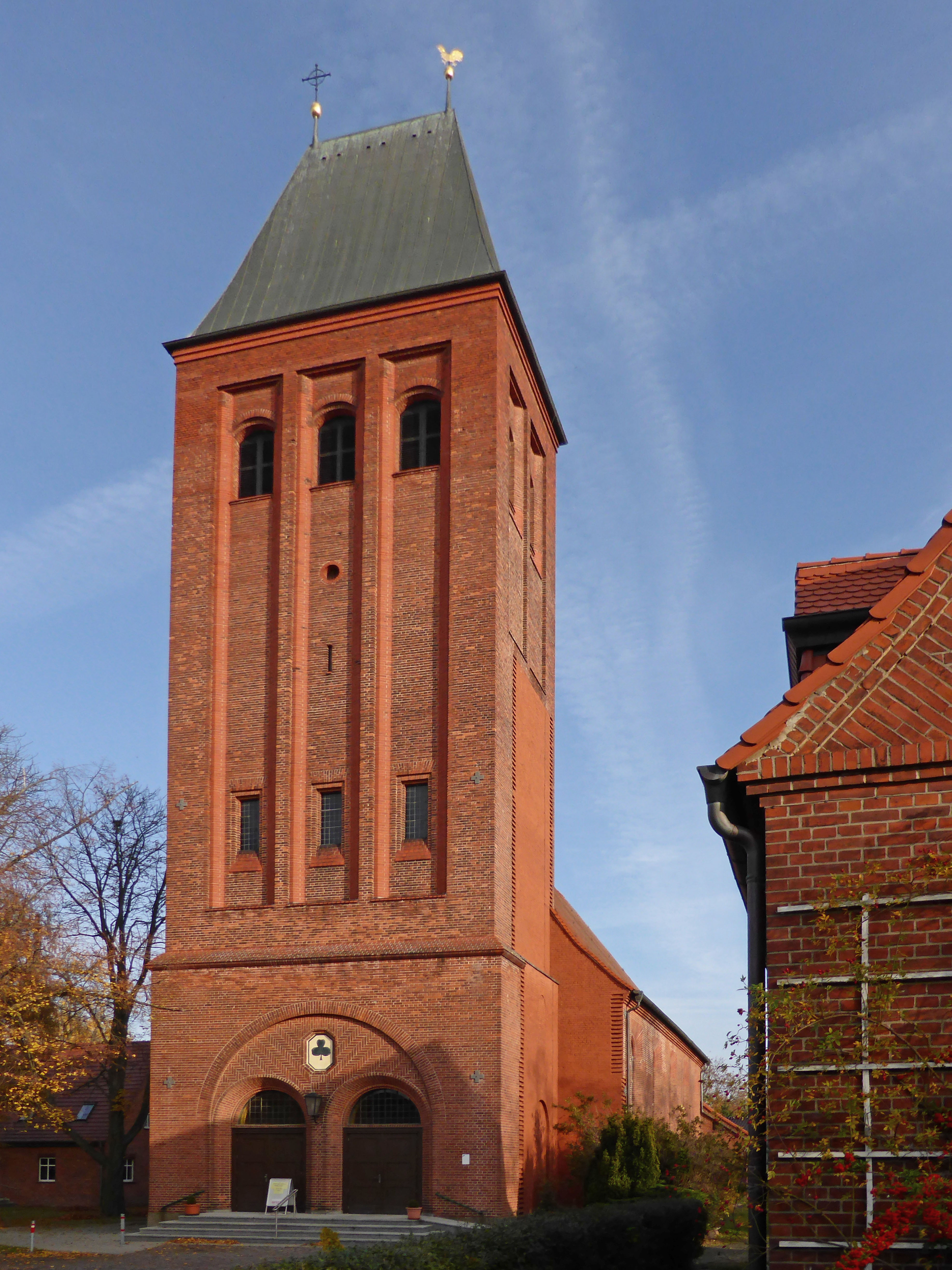
Kirchturm mit Eingangsportal

Am 21. April 1924 erfolgte durch Caspar Klein, Bischof des Bistums Paderborn, zu dem Tangermünde damals gehörte, die Grundsteinlegung für die Dreifaltigkeitskirche. Am 9. Mai 1926 folgte durch den Paderborner Dompropst Johannes Linneborn ihre Benediktion. Damals bekam die Pfarrei Tangermünde auch das Patrozinium Hl. Dreifaltigkeit. Erst am 1. September 1929 fand die bischöfliche Kirchweihe durch Weihbischof Johannes Hillebrand statt.
Im Nationalsozialismus wurde die katholische Schule Ostern 1939 auf Anweisung des Magdeburger Regierungspräsidenten geschlossen. Im Herbst 1939 wurden im Zuge der Saar-Offensive Bewohner aus dem Saarland in das Innere des Reichsgebiets evakuiert. Infolgedessen kamen vorübergehend weitere Katholiken aus dem Bistum Trier in den Raum Tangermünde. 1940 wurde die St.-Elisabeth-Kapelle an die Stadt Tangermünde verkauft.
Im Zuge der Flucht und Vertreibung Deutscher aus Mittel- und Osteuropa 1945–1950 erhöhte sich auch im Raum Tangermünde die Zahl der Katholiken. 1947 wurde im Schloss Sandau eine katholische Kapelle eingerichtet, die zur Pfarrei Tangermünde gehörte. 1950 wurden in Klietz und Steckelsdorf Kuratieen gegründet, die ebenfalls zur Pfarrei Tangermünde gehörten und in denen später eigene Kirchen erbaut wurden. Auch in Grieben, Schönhausen (Elbe), Wust und weiteren Dörfern wurden zur Pfarrei Tangermünde gehörende Gottesdienststation eingerichtet, aber nur in Schönhausen kam es zum Bau einer katholischen Kirche.
1953/54 wurde in Tangermünde das Gemeindehaus erbaut, 1958 bekam die Kirche drei Glocken. 1979 wurden der Hochaltar und die Kanzel entfernt, 1986 wurde ein neuer Altar geweiht. 1991 wurde das Dach erneuert, 1992 die Heizung. Am 8. Juli 1994 wurde das Bistum Magdeburg errichtet, zu dem die Kirche seitdem gehört.
Am 1. Juli 2006 wurden die Pfarrei Tangermünde und die Kuratieen Klietz und Steckelsdorf zum Gemeindeverbund Tangermünde–Klietz–Steckelsdorf zusammengeschlossen, zu dem außer der Dreifaltigkeitskirche auch die Kirchen Maria Rosenkranzkönigin in Klietz, die Kapelle im Schloss Sandau, die inzwischen profanierte St.-Michael-Kirche in Schönhausen und die St.-Josefs-Kirche in Steckelsdorf gehörten. Damals gehörten rund 500 Gemeindemitglieder zur Pfarrei Tangermünde. 2010 wurde auch die Kirche in Klietz geschlossen. Am 28. November 2010 entstand aus dem Gemeindeverbund die neue Pfarrei St. Elisabeth, sie griff das Patrozinium der heiligen Elisabeth von Thüringen von der früher genutzten St.-Elisabeth-Kapelle wieder auf.
Die Volkszählung in der Europäischen Union 2011 zeigte, dass von den 10.648 Einwohnern der Gemeinde „Stadt Tangermünde“ 280, und somit rund 2,6 %, der römisch-katholischen Kirche angehörten. Der Mehrzahl der Einwohner gehörte keiner Religionsgemeinschaft an.
Bis zur Auflösung der Dekanatsstrukturen im Bistum Magdeburg am 1. September 2023 gehörte Tangermünde zum Dekanat Stendal, seitdem zur Pastoralregion Altmark. Da die Zahl der aktiven Gemeindemitglieder zu gering geworden war, erfolgte zum 1. Januar 2025 die Auflösung der Pfarrei St. Elisabeth, die ihren Sitz in Tangermünde hatte und zu der im letzten Jahr ihres Bestehens noch 595 Mitglieder gehörten. Die verbliebenen Gotteshäuser, die Dreifaltigkeitskirche in Tangermünde und die Schlosskapelle in Sandau, gehören seitdem zur Pfarrei St. Anna (Stendal).

## Lage, Architektur und Ausstattung

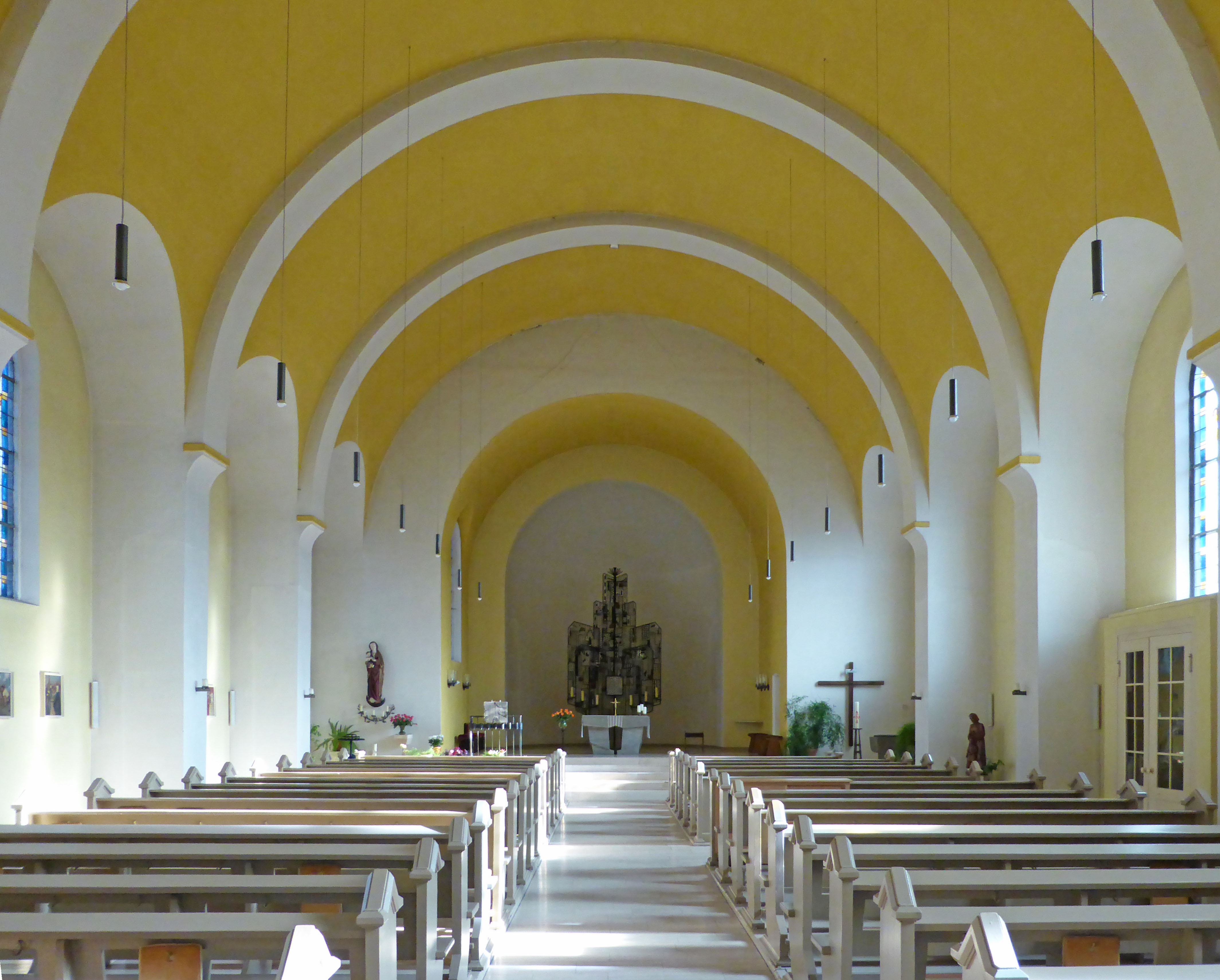
Inneres

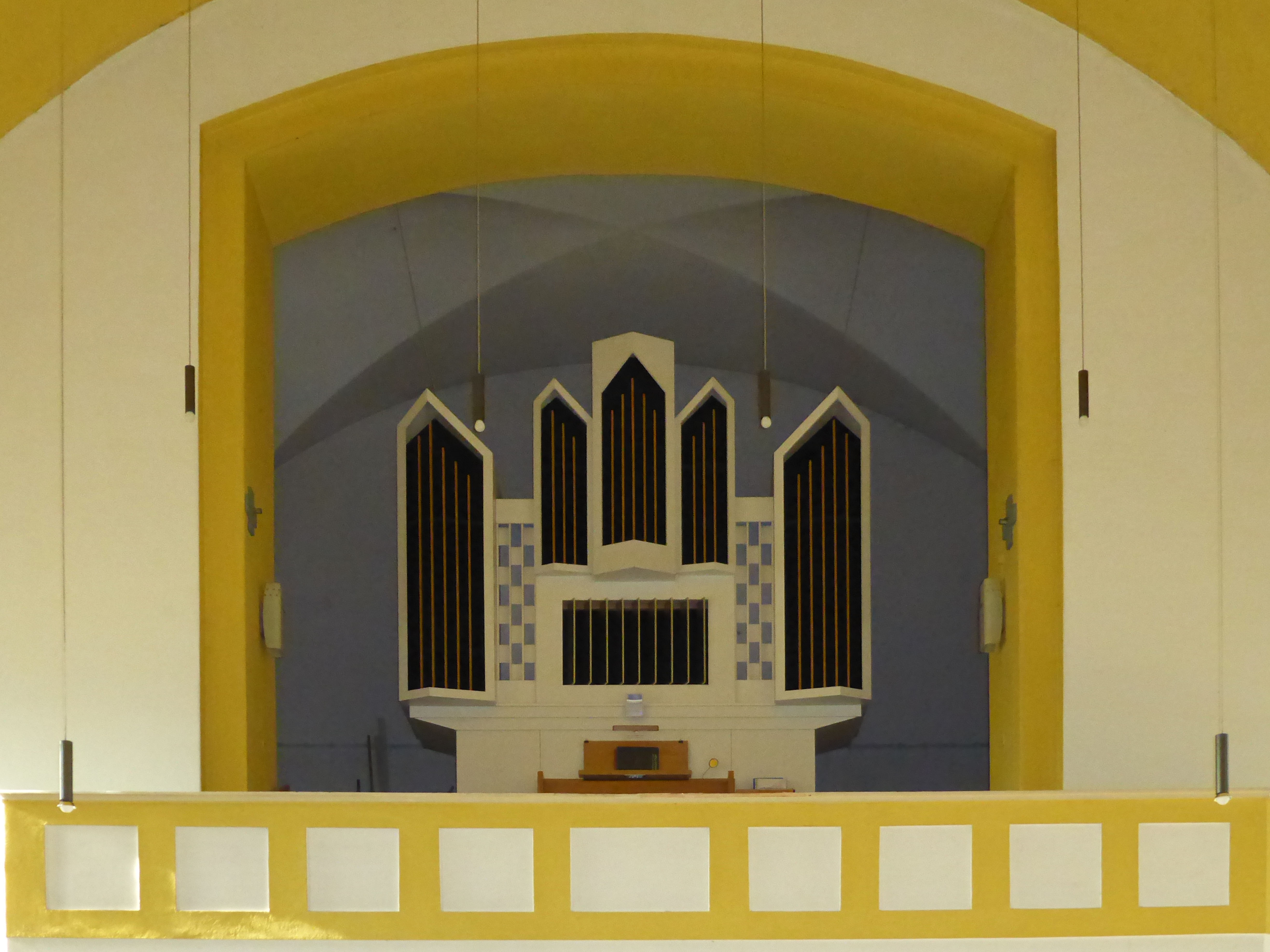
Orgel

Die geostete Backsteinkirche entstand nach Plänen des Architekten Kurt Matern, Dombaumeister im Bistum Paderborn. Das Gotteshaus mit seinem markanten Turm wurde im Baustil der Neuromanik errichtet und bietet 223 Sitzplätze.
Im Vorraum der Kirche stellt eine Statue Jesus Christus als Guten Hirten dar. Im Chor stehen der Altar und die Tabernakelstele. Die bemerkenswerte Tabernakelstele ist ein Werk des Künstlers Christof Grüger von 1985 und stellt den Baum des Lebens dar. Links und rechts vom Chor haben eine Mondsichelmadonna, vor der Opferkerzen aufgestellt werden können, sowie eine Statue des heiligen Josef von Nazaret ihren Platz. An der Südwand befinden sich der Taufstein und ein Beichtstuhl. Zur Innenausstattung der Kirche gehören auch 14 Kreuzwegbilder und eine Orgel.
Die Orgel ist ein elektronisches Instrument mit 29 Registern auf zwei Manualen und Pedal. Es ist auf der Empore aufgestellt und hat auch einen Orgelprospekt, zu dem aber keine Orgelpfeifen gehören.